# Fradelos (Braga)
Fradelos ist ein Ort und eine ehemalige Gemeinde (Freguesia) im Norden Portugals.

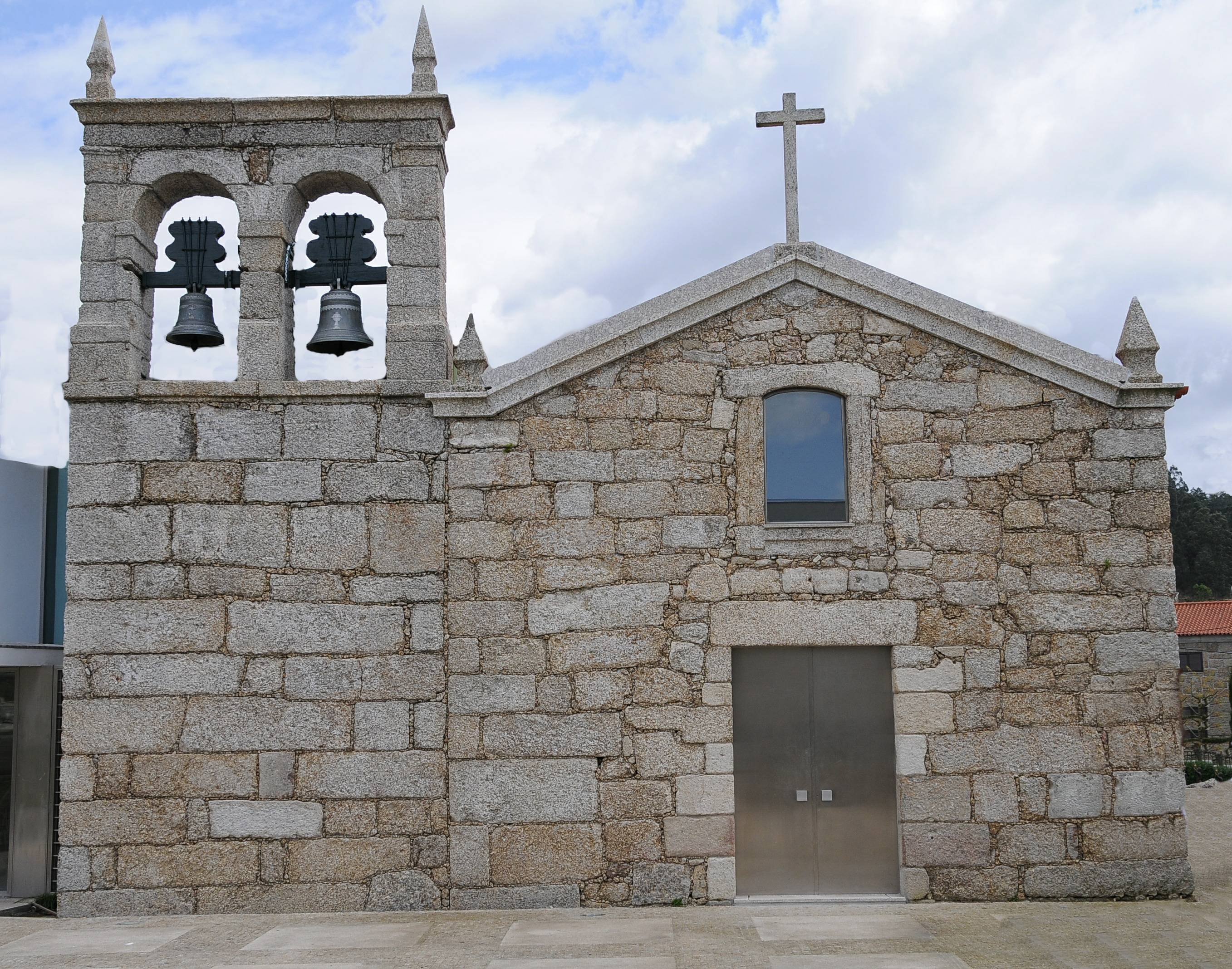
Kirche von Fradelos

Fradelos  gehört zum Kreis Braga im gleichnamigen Distrikt Braga. Die Gemeinde hatte eine Fläche von 1,23 km² und 788 Einwohner (Stand 30. Juni 2011). Der Ort ist nur gering urbanisiert.
Am 29. September 2013 wurden die Gemeinden Fradelos und Vilaça zur neuen Gemeinde União das Freguesias de Vilaça e Fradelos zusammengeschlossen.